# デカン酸ブチル
デカン酸ブチル（デカンさんブチル、英: buthyl decanoate）は、化学式C14H28O2で表されるデカン酸のブチルエステルである。デカン酸はカプリン酸の別名であることから、カプリン酸ブチルとも表記される。

## 香料
ブランデー様で重いオイル香の液体で、トップノートは果実を思わせるが、高濃度では不快臭を生じる。ブランデー、コニャック、ワインなどの洋酒や、アンズなどフルーツ系のフレーバーに使われる。日本の消防法では危険物第4類第三石油類（非水溶性）に区分される。